# Фестиваль двух миров
Фестиваль двух миров (итал. Festival dei Due Mondi) — ежегодный международный летний музыкальный фестиваль в итальянском городе Сполето, организованный американским композитором итальянского происхождения Джанкарло Менотти и американским дирижёром Томасом Шипперсом в 1958 году. 
Первоначальной целью мероприятия было стремление поддержать молодых деятелей искусств (оперных исполнителей, актёров, оркестрантов, художников и т. д.). С 1977 года аналогичный фестиваль был также организован и весной в американском Чарлстоне (штат Южная Каролина). Мероприятие в США известно под современным названием Spoleto Festival USA. 
«Два мира» в названии фестиваля указывают на намерения Менотти, чтобы на его мероприятии миры американской и европейской культур пришли в соприкосновение друг с другом, сблизились. Как указывается в литературе, после появления фестиваля в США это намерение реализовалось, так как действительно появился «Фестиваль Двух Миров» — Европы и Америки. Кроме  академической музыки (симфонической, оперной, камерной) в программу включаются такие музыкальные жанры, как джаз и кантри.